# Sertão de Senador Pompeu (tiểu vùng)
Sertão de Senador Pompeu là một tiểu vùng thuộc bang Ceará, Brasil. Tiều vùng này có diện tích 9787 km², dân số năm 2007 là 207672 người.